# شعب النجار (العدين)

تعديل مصدري - تعديل

شعب النجار محلة تابعة لقرية الظهار، التابعة لعزلة الجبلين بمديرية العدين إحدى مديريات محافظة إب في الجمهورية اليمنية.، بلغ تعداد سكانها 59 حسب تعداد اليمن لعام 2004.